# The Five Star Stories
The Five Star Stories (ファイブスター物語?, Faibu Sutā Monogatari), spesso contratto in FSS, è un manga di Mamoru Nagano pubblicato in Giappone sulle pagine del mensile Newtype della Kadokawa Shoten a partire dal 1986. Ad oggi, i tankōbon editi complessivamente sono diciassette. L'editore Flashbook ha acquistato i diritti per l'edizione italiana del manga iniziandone la pubblicazione dall'ottobre 2010.
L'opera mescola tra loro elementi tipici del fantasy, come la cavalleria o i draghi, assieme ad altri elementi provenienti dalla space opera. Nell'universo di FSS i cavalieri combattono a bordo di giganteschi robot antropomorfi, mecha ipertecnologici conosciuti inizialmente come "mortar headd" e successivamente come "gothicmade", di cui l'autore ha ipotizzato la forma in base a tecnologie realistiche e verosimili. A coadiuvare i cavalieri ci sono delle creature artificiali antropomorfe note come "fatima", ovvero dei computer in forma umana che accompagnano il cavaliere come serve, compagne o amanti. Robot e fatima hanno fatto la fortuna del fumetto, donandogli un forte successo commerciale e una vasta notorietà all'interno del pubblico otaku.
L'autore ha concepito il fumetto a partire dall'elaborazione di una dettagliata cronologia degli eventi, estesa lungo un periodo temporale di migliaia di anni, in cui si muovono centinaia di personaggi: di tutte le storie, quindi, si conosce il contesto e anche i futuri sviluppi.

## Ambientazione e personaggi
L'ambientazione è quella dell'Ammasso Stellare dei Soli del Joker, spesso detto più semplicemente Ammasso Stellare del Joker o, per antonomasia, l'Ammasso Stellare. Nonostante il termine Ammasso Stellare, si tratta di un insieme composto unicamente da cinque sistemi stellari. I quattro principali hanno al loro centro le stelle chiamate Easterr, Westerr, Southernd e Nourth. A esse si aggiunge un quinto sistema planetario, quello degli Astri Vaganti di Stantt, che attraversa il cuore dell'Ammasso Stellare lungo un periodo di 1.500 anni.
FSS presenta una dettagliata cronologia storica dell'Ammasso Stellare, dove lo scomparso Impero di Fallus Dei Kanaan ha lasciato spazio a diverse entità politiche che si disputano il potere. Particolare rilevanza ha l'A.K.D. che domina direttamente il pianeta chiamato Delta Belun, influenzando inoltre il vicino Addler. Leader dell'A.K.D. è Amaterasu, un longevo albino ormai vecchio di secoli, anche se dall'aspetto efebico e giovanile. Sua partner è Lachesis. Entrambi hanno nomi d'origine mitologica: Amaterasu Omikami è la mitica Dea del Sole in cui l'attuale dinastia imperiale giapponese riconosce la propria ascendenza; Lachesis invece è una delle tre Parche che nel mito greco filavano e tessevano il destino dell'esistenza per poi alla fine reciderlo.
Il palazzo imperiale di Amaterasu, chiamato "Float Temple", è un'isola fluttuante, sospesa nel cielo, e il corpo scelto delle guardie di palazzo è composto dai Cavalieri Mirage. Lachesis è una delle "fatima", creature prodotte tramite l'ingegneria genetica, che aiutano i cavalieri nella difficile opera di controllo e pilotaggio dei complessi mortar headd. Da segnalare inoltre che il Tempo nell'Ammasso Stellare del Joker scorre secondo una velocità diversa rispetto all'universo a noi noto.

## Media

### Manga
The Five Star Stories è realizzato da Mamoru Nagano e ha iniziato la serializzazione nel 1986 sulle pagine centrali del mensile di animazione Newtype di Kadokawa Shoten. Nel 2004 il manga è stato interrotto per nove anni, riprendendo nel numero di maggio 2013, per via dell'impegno dell'autore nel film Gothicmade, mentre un'altra interruzione è avvenuta da luglio 2014 a febbraio 2016.
Kadokawa Shoten ha progressivamente raccolto i capitoli in volumi di grande formato non standard e pubblicati a partire da maggio 1987. Dal 2011 al 2012 l'editore ha pubblicato una riedizione dei 12 volumi usciti fino a quel momento: la ristampa, intitolata The Five Star Stories Reboot, accorpa il materiale in sette volumi formato B5, lo stesso della rivista Newtype, e presenta correzioni e materiale extra rispetto all'edizione originale.
In Italia, nel gennaio del 1996, la rivista Kappa Magazine ha dedicato uno speciale alla serie. Nell'aprile del 2010 la Flashbook ha acquistato i diritti di localizzazione italiana del manga e ne ha iniziato la pubblicazione dal successivo ottobre.

#### Volumi
| Nº | Data di prima pubblicazione | Data di prima pubblicazione | Data di prima pubblicazione | Data di prima pubblicazione |
| Nº | Giapponese                  | Giapponese                  | Italiano                    | Italiano                    |
| -- | --------------------------- | --------------------------- | --------------------------- | --------------------------- |
| 1  | 21 maggio 1987              | ISBN 4-04-852061-X          | 7 novembre 2010             | ISBN 978-88-6169-201-5      |
| 2  | 20 giugno 1988              | ISBN 4-04-852107-1          | 23 gennaio 2011             | ISBN 978-88-6169-202-2      |
| 3  | 31 luglio 1990              | ISBN 978-4-04-852275-5      | 13 febbraio 2011            | ISBN 978-88-6169-219-0      |
| 4  | 4 settembre 1991            | ISBN 978-4-04-852311-0      | 10 aprile 2011              | ISBN 978-88-6169-220-6      |
| 5  | 29 ottobre 1992             | ISBN 978-4-04-852367-7      | 25 giugno 2011              | ISBN 978-88-6169-235-0      |
| 6  | 3 marzo 1994                | ISBN 978-4-04-852468-1      | 13 agosto 2011              | ISBN 978-88-6169-243-5      |
| 7  | 24 aprile 1995              | ISBN 978-4-04-852559-6      | 8 ottobre 2011              | ISBN 978-88-6169-267-1      |
| 8  | 26 febbraio 1997            | ISBN 978-4-04-852774-3      | 30 novembre 2011            | ISBN 978-88-6169-279-4      |
| 9  | 24 settembre 1998           | ISBN 978-4-04-852957-0      | 11 febbraio 2012            | ISBN 978-88-6169-281-7      |
| 10 | 28 settembre 2000           | ISBN 978-4-04-853249-5      | 9 giugno 2012               | ISBN 978-88-6169-284-8      |
| 11 | 17 aprile 2003              | ISBN 978-4-04-853569-4      | 29 settembre 2012           | ISBN 978-88-6169-327-2      |
| 12 | 5 aprile 2006               | ISBN 978-4-04-853950-0      | 19 gennaio 2013             | ISBN 978-88-6169-339-5      |
| 13 | 10 agosto 2015              | ISBN 978-4-04-102242-9      | 28 settembre 2018           | ISBN 978-88-6169-646-4      |
| 14 | 10 febbraio 2018            | ISBN 978-4-04-106207-4      | 22 febbraio 2019            | ISBN 978-88-6169-664-8      |
| 15 | 9 dicembre 2019             | ISBN 978-4-04-108664-3      | 2 aprile 2021               | ISBN 978-88-6169-745-4      |
| 16 | 8 ottobre 2021              | ISBN 978-4-04-111570-1      | 21 aprile 2022              | ISBN 978-88-6169-781-2      |
| 17 | 10 marzo 2023               | ISBN 978-4-04-113157-2      | 30 novembre 2023            | ISBN 978-88-6169-830-7      |

### Film
Nel 1989 l'editore Kadokawa Shoten, il distributore cinematografico Tōhō e lo studio d'animazione Sunrise hanno prodotto un film d'animazione di 65 minuti tratto dal manga, diretto da Kazuo Yamazaki e disegnato da Nobuteru Yuki. La storia copre gli eventi del primo volume del manga, Destiny Lachesis. Nel 2002 è stato ripubblicato in DVD e nel 2005 ne è uscita una versione sottotitolata in inglese. È tuttora inedito in italiano.
Nel 2012 è uscito un secondo film ambientato nel mondo narrativo di FSS e intitolato Gothicmade: Hana no utame (花の詩女 ゴティックメード?, Hana no utame Gotikkumēdo, "Gothicmade: la poetessa dei fiori"). Stavolta non si tratta di una riduzione del fumetto, ma di una storia originale benché comunque inserita nella cronologia generale. Il film è noto per essere l'unica opera realizzata dallo studio d'animazione Automatic Flowers (composto da uno staff minimo capeggiato da Nagano stesso), per aver portato un retcon generale nella serie, e per la peculiare modalità di fruizione che rende il film visibile solo nelle sale cinematografiche e solo su richiesta del pubblico.

## Eredità culturale
The Five Star Stories ha ispirato anche opere successive, come ad esempio la saga dell'anime I cieli di Escaflowne del 1996 i cui robot Guymelef, disegnati da Kimitoshi Yamane, si rifanno al design dei mortar headds di Nagano.